# Стефан Маларме
Стефан Маларме (на френски: Stéphane Mallarmé) е френски поет, един от водещите представители на символизма, а също преводач и арт критик.
Почитател на Теофил Готие, Шарл Бодлер и Теодор де Банвил, Стефан Маларме публикува първите си няколко стихотворения в списание през 1862 г. Учител по английски език по необходимост, той е назначен през септември 1863 г. в гимназията в Турнон сюр Рон в Ардеш и пребивава в Безансон и Авиньон, преди да се завърне в Париж през 1871 г. След това общува с автори като Пол Верлен, Емил Зола или Огюст Вилие дьо л'Ил-Адам и художници като Едуар Мане, който рисува негов портрет през 1876 г.
Въпреки че среща трудности в учителската си кариера (бивал е подиграван от учениците си), той води спокоен семеен живот, белязан от финансови затруднения и скърби, по-специално след смъртта на сина му Анатол, който умира през 1879 г. на 8-годишна възраст. Пише много сложни стихотворения и приема своите творчески приятели във вторниците на улица „Рим“ или в селската си къща във Валвен, близо до Фонтенбло, където умира на 9 септември 1898 г. на 56-годишна възраст.
Привлечен от естетиката на течението „изкуство заради самото изкуство“, той сътрудничи с Parnasse contemporain от 1866 г., стремейки се да преодолее чувството си на безпомощност, свързано с депресивно състояние. Оттогава нататък той търси чистата красота, която само изкуството може да създаде: „светът е създаден, за да завърши в красива книга[4]“, твърди той. Така се заема с амбициозни произведения, върху които ще работи дълго време, като например „Иродиада“ (1864-1887) или „Следобедът на един фавън“ (1865-1876, от която Клод Дебюси ще почерпи вдъхновение за едно от най-известните си симфонични произведения през 1892-1894 г.). Като почитател на Едгар Алън По, той публикува през 1875 г. превод на „Гарванът“ (1845), придружен от илюстрации от Едуар Мане, и пише „Гробницата на Едгар По“ през 1876 г. („Като вечността най-накрая го променя…“). Все още в проза, той превежда и други стихотворения на По.
През 1887 г. той публикува том със своите „Поезии“, в който демонстрира стилистичните си търсения, както в „Сонета в X“, „Ses purs ongles très haut dédicant leur onix“, или в осемстъпния сонет „Une dentelle s'abolit“ („Дантела се самоунищожава / В съмнението на върховната Игра / За да се отвори само наполовина като богохулство / Отколкото вечното отсъствие на легло“). Амбицията му да напише абсолютна поема намира своята кулминация в графично стихотворение от 1897 г., „Un coup de dés jamais n'abolira le hasard“, което при публикуването си е оценено като напълно херметично. Упрекът в херметизъм ще остане постоянно обвинение по отношение на поезията му.
Репутацията на Стефан Маларме се затвърждава допълнително през 1884 г., когато Пол Верлен го включва в поредицата си „Прокълнати поети“. Носител на модерността и близък до авангарда както във визуалните изкуства, така и в литературата, той е признат за майстор от по-младото поколение поети, вариращи от Анри дьо Рение и символистите до Пол Валери. През втората половина на 19. век Маларме се оказва инициатор на възраждане на поезията, чието влияние все още може да се измери у съвременни поети като Ив Бонфоа.
Веднъж изиграл водеща роля в зараждането на поетичната модерност, той е смятан за изобщо един от най-великите поети, писали на френски език.

## Биография
Етиен Маларме, наричан Стефан още от раждането си, е роден на 18 март 1842 г. в тогавашния 2-ри район на Париж. Произхождащ от буржоазно семейство на адвокати от Лотарингия, той има благороднически произход от страна на баща си, Нума Маларме. Когато сестрата на Стефан, Мария, се ражда на 25 март 1844 г., Нума Маларме купува имението „Буленвилие“ в Паси (сега в 16-ти район), голяма къща, заобиколена от градина. Стефан прекарва първите години от живота си там, обгрижван от майка си, Елизабет Десмолен, и баба си и дядо си по майчина линия. Но здравето на майка му се влошава и тя умира на 2 август 1847 г.; Стефан и Мария са поверени на баба си и дядо си, докато баща им се жени повторно на следващата година. Стефан се завръща да живее в Буленвилие, където се запознава с художници като Шарл-Иполит Дюбоа-Давен, чиято дъщеря Фани го учи да пише първите си стихотворения. По съвет на пралеля си, през 1850 г. той постъпва в аристократично училище интернат в Отой, където е подиграван от съучениците си заради простолюдския си произход, заради което си измисля титлата граф на Буленвилие. През 1852 г. е приет в християнско училище интернат („Братя дьо Паси“ на улица „Реноар“ № 64-68), където се оказва посредствен и мълчалив ученик, който в крайна сметка е изключен през 1855 г. През 1856 г. става пансионант в Императорския лицей в Сан. Стефан е много близък със сестра си Мария, на която изпраща много писма и която обича да вижда в къщата на баба и дядо им през лятото, но тя умира внезапно на 31 август 1857 г. на тринадесетгодишна възраст. Стефан е дълбоко покрусен.
Съчинява първите си стихотворения като юноша (събрани са в „Между четирите стени“), текстове, все още силно вдъхновени от Виктор Юго, Теодор дьо Банвил и Теофил Готие. Прочитането на „Цветята на злото“ на Шарл Бодлер през 1860 г. за него се превръща в истинско откритие и повлиява на първите му произведения. Същата година Маларме започва трудовата си кариера, като става свръхщатен служител в Санс, „първата стъпка към зашеметяването“, както сам се изразява. През 1862 г. няколко стихотворения се появяват в различни списания. В Санс той среща младата германска гувернантка Мария Герхард, родена през 1835 г., и напуска работата си, за да се премести с нея в Лондон, с намерението да стане учител по английски език. Престоят му продължава от ноември 1862 г. до края на лятото на 1863 г.
Уволнен от военна служба през 1863 г., Стефан Маларме се жени за Мария в Лондонската оратория на 10 август. През септември получава сертификат за правоспособност да преподава английски език – той е учител на Анри Барбюс – и е назначен в императорската гимназия в Турнон (Ардеш), където се изживява като изгнаник. През този период той продължава да пише стихотворения (като „Les fleurs“, „Angoisse“, „Las d'un amer repos“…). През лятото на 1864 г. Маларме се запознава с „félibre“ – поети, говорещи провансалски, в Авиньон: Теодор Обанел, Жозеф Руманил и Фредерик Мистрал, с които поддържа кореспонденция. Дъщеря му Женевиев е родена в Турнон на 19 ноември 1864 г. След Турнон той последователно преподава английски език в Безансон, Авиньон, а след това в няколко парижки учебни заведения.
На следващата година написва „Следобедът на един фавън“, която се надява да види изпълнена във Френския театър, но пиесата е отхвърлена. Сприятелява се с личности от парижките литературни кръгове, по-специално с Льоконт дьо Лил и Жозе-Мария дьо Ередия.
1866 година бележи повратна точка за Маларме: по време на престоя си в Кан с приятеля си Йожен Льофебюр, той навлиза в период на абсолютно съмнение, който продължава няколко години. Назначен за професор в Безансон, той започва кореспонденция с Пол Верлен през ноември. През 1867 г., вече разпределен в Авиньон, той започва да публикува своите прозаични стихотворения и посещава Фредерик Мистрал в Майан няколко пъти. През 1869 г. започва да пише „Igitur“, поетична и философска история, останала недовършена, която бележи края на периода му на поетичен блокаж, започнал през 1866 г. Някои критици виждат в „Igitur“ предзнаменование или дори първа версия на „Le Coup de dés“. През 1870 г. той взема отпуск от държавното образование по здравословни причини и е възхитен от установяването на републиката през септември. Синът му Анатол е роден на 16 юли 1871 г. в Санс и тъй като Маларме е назначен в гимназията „Кондорсе“ в Париж, семейството се премества да живее на улица „Моску“ № 29.
През 1872 г. Маларме среща „значимия случайно преминаващ“ в лицето на тогава младия поет Артюр Рембо, с когото общува за кратко, а след това, през 1873 г., с художника Едуар Мане, когото защитава, когато картините му са отхвърлени от Салона през 1874 г. Именно чрез Мане той се запознава със Зола. Маларме издава списание La Dernière Mode, което излиза в осем броя и на което той е единствен редактор под различни псевдоними, повечето от които женски. През юли 1875 г. издателите отново отхвърлят новата му версия на „Следобедът на един фавън“, която въпреки това се появява на следващата година, илюстрирана от Едуар Мане, в издателство Alphonse Derenne. Той написва предговора към преизданието на „Ватек“ на Уилям Бекфорд. От 1877 г. седмичните срещи, които бързо стават популярни, се провеждат във вторник в дома на Маларме. Той се запознава с Виктор Юго през 1878 г. и публикува труд по митология, „Les Dieux antiques“, през 1879 г. Синът му Анатол умира внезапно на 8 октомври 1879 г.
След 1874 г. Маларме, с своето крехко здраве, често пребивава във Валвен, близо до Фонтенбло. Там наема за себе си и близките си първия етаж на стар хан на брега на Сена. В крайна сметка го придобива и го разкрасява със собствените си ръце, за да го превърне в свой дом. Там дните минават между два риболовни излета с Надар или други именити гости, с лице към гората, отразяваща се в Сена, и тогава поетът казва: „Почитам реката, която оставя цели дни да текат във водите си, без човек да има впечатлението, че ги е пропилял.“
През 1884 г. Пол Верлен публикува третата статия в „Прокълнати поети“, посветена на Маларме; същата година Жорис-Карл Юисманс публикува „À rebours“, чийто главен герой, Жан де Есент, изпитва голямо възхищение от стихотворенията на Маларме – оттук и стихотворението, озаглавено „Prose pour des Esseintes“. Тези две произведения допринасят за славата на поета. Стефан Маларме е назначен за учител по английски език в Лицей Ролен през 1885 г., където преподава до 1893 г. Същата година той обсъжда орфическото обяснение на Земята. Първото му стихотворение без пунктуация се появява през 1886 г., „M'ouvrir dans ton histoire“. Окончателната версия на „Следобедът на един фавън“ е публикувана през 1887 г. Година по-късно се появява неговият превод на стихотворенията на Едгар Алън По.
През 1891 г. здравето му се влошава отново. На Маларме е разрешен отпуск, а след това и намаляване на работното му време. Той се среща с Оскар Уайлд и Пол Валери на моста Валвен (последният едва не се удавя там). Пол Валери е чест гост на вторниците на Маларме. През 1892 г., след смъртта на Йожен Мане, брат на Едуар Мане, Маларме става учител на дъщеря му Жули Мане, чиято майка е художничката Берт Моризо. По това време Клод Дебюси започва да композира пиесата си „Прелюдия към следобеда на един фавн“, представена през 1894 г. Маларме е пенсиониран през ноември 1893 г. На следващата година, през 1894 г., той изнася литературни лекции в Кеймбридж и Оксфорд. Две години поетът присъства на погребението на Пол Верлен, който умира на 8 януари 1896 г., и го наследява като принц на поетите.
През 1898 г. той застава на страната на Емил Зола, който публикува статията си „Аз обвинявам!“ във вестник „L'Aurore“ на 13 януари в полза на капитан Алфред Драйфус (вижте аферата Драйфус). На 8 септември 1898 г. Маларме получава ларингеален спазъм, който почти го задушава. Същата вечер той препоръчва в писмо до жена си и дъщеря си да унищожат документите и бележките му, заявявайки: „Там няма никакво литературно наследство...“ На следващата сутрин, страдащ от същото заболяване, той умира в обятията на лекаря си, в присъствието на жена си и дъщеря си. Погребан е до сина си Анатол в гробището Саморо, близо до Валвен. Мария Маларме умира през 1910 г.

## Творчество
Поезията му се отличава с изисканост и музикалност.
Сред най-известните му произведения са „Следобедът на един фавън“ и „Гробът на Едгар По“.
Превод на незавършената „Иродиада“ от Гео Милев е издаден в 1915 г..

## За него
- Mockel A., S. Mallarmé, 1899; Barre A., Le symbolisme, essai historique sur le mouvement poétique en France de 1885—1900 (avec une bibliographie de la poésie symboliste), 1911.
- Escouber P., Préférences: C. Guerin, R. de Gourmont, S. Mallarmé, J. Laforgue, P. Verlaine, 1913; Dujardin E., De Stephane Mallarmé au prophète Ezéchiel et essai d’une théorie du réalisme symbol, 1919.
- Poizat A., Le symbolisme.
- Martino P., Parnasse et symbolisme, 1925.
- Thibaudet A., La poésie de S. Mallarmé, 1926.
- Pierre Beausire, Essai sur la poésie et la poétique de Mallarmé, Lausanne, Roth libraire-éditeur, „Bibliothèque des Trois Collines“, 1942.
- Henri Mondor, Vie de Mallarmé, Paris, Gallimard, 1942.
- Henri Mondor pour l'introduction, Mallarmé, documents iconographiques, Genève, Pierre Cailler éditeur, 1947.
- Charles Mauron, Introduction à la psychanalyse de Mallarmé, Neuchâtel, La Baconnière, 1950.
- Jacques Scherer, „Le Livre“ de Mallarmé. Premières recherches sur des documents inédits, Paris, Gallimard, 1957; rééd. augmentée en 1978.
- Jean-Pierre Richard, L'univers imaginaire de Mallarmé, Paris, Le Seuil, 1961.
- Charles Mauron, Mallarmé l'Obscur, Paris, Champion, 1966.
- Bertrand Marchal, Lecture de Mallarmé, Paris, José Corti, 1985, 344 p.
- Jean-Paul Sartre, Mallarmé, la lucidité et sa face d'ombre, Paris, Gallimard, 1986.
- K. D. Sethna, The obscure and the mysterious: A research in Mallarmé's symbolic poetry. Pondicherry: Sri Aurobindo International Centre of Education, 1987.
- Bertrand Marchal, La Religion de Mallarmé. Poésie, mythologie et religion, Paris, José Corti, 1988.
- André Stanguennec, Mallarmé et l'éthique de la poésie, Paris, Vrin, 1992.
- Paul Bénichou, Selon Mallarmé, Paris, Gallimard, 1995.
- Jean-Luc Steinmetz, Stéphane Mallarmé. L'absolu au jour le jour, Paris, Fayard, 1998.
- Jean-Luc Steinmetz, Présentation et annotations aux Poésies et autres textes de Stéphane Mallarmé, Paris, Le Livre de Poche, 2005.
- Stefano Agosti, Lecture de „Prose pour des Esseintes“ & de quelques autres poèmes de Mallarmé, Comp'Act, 1998.
- Eric Benoit, Mallarmé et le Mystère du Livre, Paris, Champion, 1998.
- Eric Benoit, Les Poésies de Mallarmé, Paris, Ellipses, 1998.
- Pascal Durand, Crises. Mallarmé via Manet, Leuven, Peeters/Vrin, 1998.
- Pascal Durand, Poésies de Mallarmé, Paris, Gallimard, coll. „Foliothèque“, 1998.
- Roger Lewinter, Mallarmé, et l'écriture de la prose, Paris, éditions Ivrea, 1999.
- Eric Benoit, De la crise du sens à la quête du sens (Mallarmé, Bernanos, Jabès), Paris, Le Cerf, 2001.
- Hendrik Lücke, Mallarmé – Debussy. Eine vergleichende Studie zur Kunstanschauung am Beispiel von „L’Après-midi d’un Faune“. (= Studien zur Musikwissenschaft, Bd. 4). Dr. Kovac, Hamburg 2005, ISBN 3-8300-1685-9.
- Joseph Attie, Mallarmé le livre: étude psychanalytique, Le Losange, 2007.
- Eric Benoit, Néant sonore. Mallarmé ou la traversée des paradoxes, Genève, Droz, 2007.
- André Stanguennec, Mallarmé: penser les arts et la politique, Nantes, Cécile Defaut, 2008.
- Pascal Durand, Mallarmé. Du sens des formes au sens des formalités, Paris, Le Seuil, coll. „Liber“, 2008.
- Thierry Roger, L’Archive du „Coup de dés“, Paris, Garnier, 2010.
- Quentin Meillassoux, Le Nombre et la Sirène, Paris, Fayard, 2011.
- Barbara Bohac, Jouir partout ainsi qu'il sied. Mallarmé et l'esthétique du quotidien, Paris, collection Classiques Garnier, 2013.
- Guy Lelong, Révolutions sonores. De Mallarmé à la musique spectrale, MF Éditions Répercussions, 2014.
- Benoît Monginot, Poétique de la contingence. Poétique, critique et théorie à partir de Mallarmé, Valéry et Reverdy, Honoré Champion, 2015.
- Joëlle Molina, L'Azur de Tournon. La poétique mallarméenne en gestation, Association Sauvegarde du Patrimoine du Lycée Gabriel Fauré, 2015.
- Antoine Bonnet et Pierre-Henry Frangne (dir.), Mallarmé et la musique, la musique et Mallarmé, Rennes, Presses universitaires de Rennes, 2016.